# Acestrorhynchus microlepis
Acestrorhynchus microlepis är en fiskart som först beskrevs av Jardine, 1841.  Acestrorhynchus microlepis ingår i släktet Acestrorhynchus och familjen Acestrorhynchidae. Inga underarter finns listade i Catalogue of Life.